# Székelyhon
Székelyhon (Thuis van de Szeklers) is een Hongaarstalig dagblad dat verschijnt in Roemenië en zich richt op de Hongaren in het Szeklerland. 

## Geschiedenis
De geschiedenis van het dagblad begint in 2009 als er een internetportaal wordt gestart onder de naam szekelyhon.ro. Oprichter was András Albert, de eigenaar van het dagblad Udvarhelyi Híradó (Nieuws van (Székely)Udvarhely). De website werd gevuld met berichten van de kranten die tot de mediagroep behoorden;
- Udvarhelyi Híradó (1990 -2018)
- Csíki Hírlap (2006-2018)
- Vásárhelyi Hírlap (2007-2018)
- Gyergyói Hírlap (2007-2018)

Udvarhelyi Híradó was een blad met een lange geschiedenis, de eerste krant rolde in 1877 van de persen als weekblad. De krant kon tot 1918 verschijnen. Na de omwentelingen in Roemenië werd de krant in 1990 opnieuw opgericht en hield het uiteindelijk 28 jaar vol.
In 2011 werd de uitgeverij (Udvarhelyi Híradó) overgenomen door de stichting Határok Nélkül a Magyar Sajtóért Alapítvány (Stichting Grenzeloos voor de Hongaarse Pers). In 2017 vroeg de stichting uitstel van betaling, in 2018 werd ze overgenomen door het bedrijf Príma Press dat in eigendom was van Lajos Simicska. In juli 2018 werd besloten om alle dagbladen van de uitgeverij op te laten gaan in een nieuw dagblad dat de naam kreeg van de overkoepelende nieuwssite: Székelyhon. Príma Press werd op haar beurt onderdeel van het grotere mediaconglomeraat Erdélyi Médiatér Egyesület, een grotendeels door de Hongaarse Rijksoverheid gesteund bedrijf dat onder andere het landelijke dagblad Krónika uitgeeft en eigenaar is van Rádió GaGa.
Op 20 oktober 2022 werd bekend dat de geprinte versie van het dagblad op 30 december 2022 voor het laatst zal verschijnen.